# Kévork Zabounian
Kévork Yakoub Zabounian, född 20 maj 1933 i Alexandria, är en svensk målare, tecknare och reklamkonstnär.
Han är son till skofabrikören Jaboub Zabounian och hans hustru Marie. Efter tre års studier vid Akademi Zorian i Kairo 1955-1958 skaffade han sig en ateljé i Kairo. Den låg nära kom L.M. Ericssons kontor och via en  tillfällighet och kontakter med personalen på kontoret kom Zabounian till Sverige 1958 och studerade här först två år vid Idun Lovéns konstskola innan han studerade vidare vid Konstfackskolan i Stockholm. Separat ställde han ut i Tyresö 1966 och på Svarta katten i Gävle 1967. Han medverkade i ett flertal samlingsutställningar och på Nationalmuseums utställning Unga tecknare. Som illustratör och omslagstecknare medverkade han i tidskriften Fönstret. Hans konst består förutom av illustrationer av studier av figurer i rörelse utförda i olja. Zabounian är representerad vid bland annat Kalmar konstmuseum.

### Fotnoter
1. ↑  Kalmar konstmuseum